# Scaphoideus seychellensis
Scaphoideus seychellensis är en insektsart som beskrevs av William Lucas Distant 1917. Scaphoideus seychellensis ingår i släktet Scaphoideus och familjen dvärgstritar. Inga underarter finns listade i Catalogue of Life.